# Far de Sant Sebastià
El far de Sant Sebastià es troba a la població de Palafrugell. Inaugurat l'1 d'octubre del 1857, la seva llum arriba fins a 32 milles nàutiques, cosa que el fa el més potent del litoral català. Està situat a 169 metres per sobre del nivell del mar. S'engloba dins el Conjunt Monumental de Sant Sebastià de la Guarda.

## Descripció
Es tracta d'un conjunt format per la torre-far i altres dependències complementàries que l'envolten. Es troba elevat sobre una terrassa que salva el desnivell del terreny, i és envoltat d'una zona enjardinada i d'una tanca. La torre és de planta circular i d'una simplicitat màxima de línies, criteri de senzillesa que s'estén a la resta de construccions, cosa que no els impedeix mostrar un vocabulari decoratiu d'inspiració clàssica (finestres, cornises, ...).

## Història

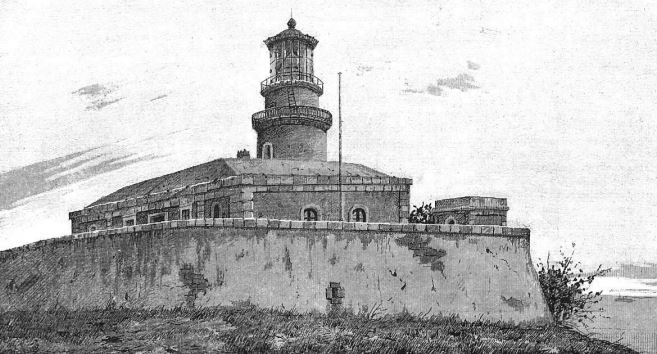
El far el 1891

Fou creat pel Ministeri de Foment segons les previsions del "Plan general de alumbrado marítimo de España e islas adyacentes" de l'any 1851. El projecte definitiu el va fer l'enginyer Josep Maria Faquineto i l'obra la va realitzar el contractista barceloní José Auxich Casals amb un cost final de 463.939,20 rals.
En un principi el servei del far requeria el treball de tres faroners, que vivien en les dependències habilitades a l'efecte en el mateix far. Els avenços tecnològics van reduir el personal necessari per al seu funcionament fins a la seva automatització i la marxa oficial de l'últim faroner, Ángel Casariego, l'1 d'agost de 1999. En el record resten també noms com els de l'Ángel Bradaris (1945-1948) o Antonio Aguirre (1949-1988)
Segons un "avís a navegants" publicat el 1857, el far giratori "de primer ordre" està situat a 41º 53′ 30′′ latitud nord i 9º 24′ 38′′ longitud est de l'Observatori de Marina de San Fernando i una altitud sobre el nivell del mar de 167,13 m. Tenia llavors un abast de 22 milles. A la façana de l'edifici s'hi llegeix "Faro de S. Sebastián. Reinado doña Isabel Segunda. Inaugurado en 1857".
Pocs mesos després de la inauguració s'hi feien les primeres reformes amb el cobriment del pati interior i el tancament del recinte amb una reixa de ferro perimetral, instal·lació autoritzada el gener de 1860. Una de les imatges més antigues que es conserven és una postal editada per J. Joanola i datada el 1906.
La reforma més important del far va tenir lloc a patir de l'abril de 1963 i fins al juliol de 1966, amb el desmuntatge de la torre original, la construcció de l'actual i la instal·lació d'una llanterna aeromarítima. L'11 de desembre de 1970 un radiofar començava a emetre les lletres SN en codi Morse, facilitant la situació als vaixells que navegaven fora de l'àmbit visual del far o en dies de poca visibilitat.
El far de Sant Sebastià, totalment automatitzat, continua essent el que té un pla focal més alt de tot el litoral català i el més potent, amb un abast de 32 milles (uns 59 quilòmetres). Emet esclats de llum blanca de 0′ 3′′ amb ocultació de 4′ 7′′.
El 18 de maig del 2000 es va signar un protocol de col·laboració entre l'Ajuntament de Palafrugell i l'Autoritat Portuària de Barcelona (de qui depèn el far) en el qual es proveïa que part de la instal·lació i del seu entorn poguessin ser oberts al públic i destinades a usos vinculats a la mar, la natura o el patrimoni local.
L'1 d'octubre del 2007 el far de Sant Sebastià va celebrar els seus 150 anys. El març de 2012 l'Ajuntament de Palafrugell anuncià un projecte per valor de 392.000 euros per adequar l'indret i desenvolupar-hi un centre d'interpretació del patrimoni farer, el medi natural i les comunicacions que es va inaugurar en 2017. El 2014 una quinzena d'organitzacions patronals catalanes hi signaren l'anomenat Manifest del Far mitjançant el qual donaven suport al Pacte Nacional pel Dret a Decidir.

## Llibre de visites
El llibre de visites del far de Sant Sebastià es fa ressò de les visites de personatges com l'escriptor i polític Bonaventura Gassol, el pedagog i polític republicà empordanès Miquel Santaló i els escriptors i poetes romàntics Francesc d'Assís Marull i Artur Vinardell, a més de prohoms de Palafrugell com Josep Torres i Jonama i Josep Barceló i Matas.
| «                                            | (castellà) Así como en cada cabo hay una luz para orientar al marino en su camino, en cada pueblo debería haber un libro que orientara el hombre hacia la honradez. | (català) Així com a cada cap hi ha una llum per orientar el mariner al seu camí, a cada poble hauria d'haver-hi un llibre que orientés l'home cap a l'honradesa. | » |
| — Miquel Santaló, geògraf, pedagog i polític | | |   |

## El far als arxius

### Història arxivística
Durant la postguerra per manca d'espai del local on es guardaven els fons relatius als senyals marítims de la Jefatura Provincial de Obras públicas, la prefectura va decidir de traslladar-los a un magatzem del far de Sant Sebastià. L'Arxiu Històric de Girona el febrer de 1991 va tenir coneixement de la seva existència i va actuar per evitar la seva degradació o pèrdua. Les gestions de l'AHG amb l'Autoritat Portuària de Barcelona van permetre la transferència dels fons provincials a l'AHG (1993) i els del mateix far de Sant Sebastià a l'Arxiu Municipal de Palafrugell (2000).
El fons del far de Sant Sebastià s'estén de 1853 a 1999. Les ordres, normatives i circulars comunes a tots els fars que es poden trobar en aquest fons el converteixen en un referent per a l'estudi dels senyals marítims a Girona. El fons conté la documentació administrativa, de control i manteniment del servei i la documentació referent a les observacions meteorològiques.

### Documentació relacionada
Els fons relatius als senyals marítims de la Jefatura Provincial de Obras Públicas de Girona es poden consultar a l'Arxiu Històric de Girona. Els fons d'altres fars gironins es poden trobar al Centre de Documentació del Port de Barcelona. L'Archivo General de la Administración d'Alcalá de Henares conserva la documentació generada pels ministeris dels quals han depès els senyals marítims. També es pot trobar documentació a l'Arxiu Històric Nacional a Madrid i per a la localització dels expedients personals dels torrers de fars cal la consulta dels fons de l'Archivo General del Ministerio de Fomento.